# Matthew Romios
Matthew Christopher Romios (* 29. März 1999 in Melbourne, Victoria) ist ein australischer Tennisspieler.

## Karriere
Romios spielte bis 2016 auf der ITF Junior Tour. Dort konnte er mit Rang 354 seine höchste Notierung in der Jugend-Rangliste erreichen.
Bei den Profis spielte Romios ab 2017 häufiger und meistens auf der drittklassigen ITF Future Tour. 2018 in Melbourne spielte er sein erstes Turnier der ATP Challenger Tour. Gleichzeitig gewann er im Doppel seine ersten zwei Future-Titel. 2019 folgte ein weiterer Titel im Doppel. Im Einzel gewann er beim Challenger in Melbourne sein erstes Match auf diesem Niveau. Er stand zudem in seinem ersten Future-Finale. Später im Jahr spielte er sich ins Achtelfinale von Chengdu, womit er sein Karrierehoch von Platz 563 in der Weltrangliste erreichte. Nach einem Jahr mit nur wenigen Turnieren, gewann Romios 2021 die Future-Titel vier und fünf.
Im Januar 2022 bekam Romios eine Wildcard für das Turnier in Sydney im Doppelwettbewerb. Bei seinem Debüt auf der ATP Tour spielte er mit Moerani Bouzige. Sie verloren ihr Auftaktmatch. Im Februar 2022 stieg er erstmals in die Top 500 der Doppel-Rangliste ein.

## Erfolge
| Legende (Anzahl der Siege) |
| Grand Slam                 |
| ATP Finals                 |
| ATP Tour Masters 1000      |
| ATP Tour 500               |
| ATP Tour 250               |
| ATP Challenger Tour (12)   |

### Doppel

#### Turniersiege
| Nr. | Datum             | Turnier      | Belag     | Partner            | Finalgegner                              | Ergebnis          |
| --- | ----------------- | ------------ | --------- | ------------------ | ---------------------------------------- | ----------------- |
| 1.  | 22. Juli 2023     | Triest (1)   | Sand      | Jason Taylor       | Marco Bortolotti Andrea Pellegrino       | 4:6, 7:5, [10:6]  |
| 2.  | 2. September 2023 | Zhangjiagang | Hartplatz | Ray Ho             | Francis Alcantara Sun Fajing             | 6:3, 6:4          |
| 3.  | 2. März 2024      | Neu-Delhi    | Hartplatz | Piotr Matuszewski  | Jakob Schnaitter Mark Wallner            | 6:4, 6:4          |
| 4.  | 22. Juni 2024     | Sassuolo (1) | Sand      | Marco Bortolotti   | Ryan Seggerman Patrik Trhac              | 7:67, 2:6, [11:9] |
| 5.  | 13. Juli 2024     | Triest (2)   | Sand      | Marco Bortolotti   | Daniel Dutra da Silva Courtney John Lock | 6:2, 7:66         |
| 6.  | 10. August 2024   | Cordenons    | Sand      | Marco Bortolotti   | Jiří Barnat Andrew Paulson               | kampflos          |
| 7.  | 7. September 2024 | Shanghai     | Hartplatz | Cristian Rodríguez | Rithvik Choudary Bollipalli Arjun Kadhe  | 7:64, 1:6, [10:7] |
| 8.  | 1. Februar 2025   | Brisbane     | Hartplatz | Colin Sinclair     | Joshua Charlton Patrick Harper           | 7:62, 7:5         |
| 9.  | 26. April 2025    | Gwangju      | Hartplatz | Ray Ho             | Vasil Kirkov Bart Stevens                | 6:3, 7:66         |
| 10. | 4. Mai 2025       | Guangzhou    | Hartplatz | Ray Ho             | Vasil Kirkov Bart Stevens                | 6:3, 6:4          |
| 11. | 21. Juni 2025     | Sassuolo (2) | Sand      | Ryan Seggerman     | Alexander Erler Constantin Frantzen      | 7:64, 3:6, [10:7] |
| 12. | 28. Juni 2025     | Mailand      | Sand      | Ryan Seggerman     | George Goldhoff Ray Ho                   | 3:6, 7:5, [10:8]  |